# Liste der Monuments historiques in Tréveray
Die Liste der Monuments historiques in Tréveray führt die Monuments historiques in der französischen Gemeinde Tréveray auf.

## Liste der Objekte
| Bezeichnung                                             | Beschreibung | Standort                        | Kennzeichnung | Schutzstatus | Datum | Bild |
| ------------------------------------------------------- | --- | ------------------------------- | ------------- | ------------ | ----- | ---- |
| Zwei Skulpturen: Heiliger Hilarius und Madonna mit Kind | Stein, übertüncht, Ende des 17. Jahrhunderts                                                                                            | in der Kirche St-Hilaire (Lage) | PM55002423    | Inscrit      | 1996  |      |
| Skulptur eines heiligen Bischofs                        | Stein, übertüncht, Ende des 17. Jahrhunderts                                                                                            | in der Kirche St-Hilaire (Lage) | PM55002422    | Inscrit      | 1996  |      |
| Zwei Skulpturen: Petrus und Paulus                      | Stein, farbig gefasst, 17. Jahrhundert                                                                                                  | in der Kirche St-Hilaire (Lage) | PM55000625    | Classé       | 1907  |      |
| Skulptur Unterweisung Mariens                           | Gips, farbig gefasst, zweite Hälfte des 19. Jahrhunderts, von Martin Pierson (Union internationale artistique de Vaucouleurs) gefertigt | in der Kirche St-Hilaire (Lage) | PM55002425    | Inscrit      | 1985  |      |
| Altarkreuz                                              | Holz, farbig gefasst und vergoldet, 18. Jahrhundert                                                                                     | in der Kirche St-Hilaire (Lage) | PM55002424    | Inscrit      | 1996  |      |